# Sissal Kampmann
Sissal Kampmann (født 6. juni 1974), voksede op i Vestmanna, Færøerne, er en færøsk digter. Hun har udgivet tre digtsamlinger hos Forlaget Eksil, et forlag i København, som ejes af færinger. I september 2012 modtog hun Klaus Rifbjergs debutantpris for lyrik. Prisen uddeles hvert andet år for en digtsamling, som er skrevet på dansk, færøsk eller grønlandsk. Digteren må ikke have udgivet mere end højst to digtsamlinger, hvoraf det første skal være udkommet indenfor de seneste to år.
Sissal gik på gymnasiet i Hoydalar i Tórshavn, hvorefter hun flyttede til Danmark for at studere Nordisk litteratur på Københavns Universitet. Hun bor på Frederiksberg og har en datter.

### Digte
- 2016 - Sunnudagsland, Mentanargrunnur Studentafelgasins[3]
- 2014 - Hyasinttíð, Mentanargrunnur Studentafelgasins[4]
- 2013 - 4D. København, Forlaget Eksil.
- 2012 - Endurtøkur. København, Forlaget Eksil.[5]
- 2011 - Ravnar á ljóðleysum flogi – yrkingar úr uppgongdini. København, Forlaget Eksil.[6]

## Priser og legater
- 2017 - Nomineret til Nordisk Råds litteraturpris[7]
- 2013 - 1-årigt arbejdslegat fra Mentanargrunnur Landsins[8]
- 2012 - Klaus Rifbjergs debutantpris for lyrik